# قانون‌های وودوارد

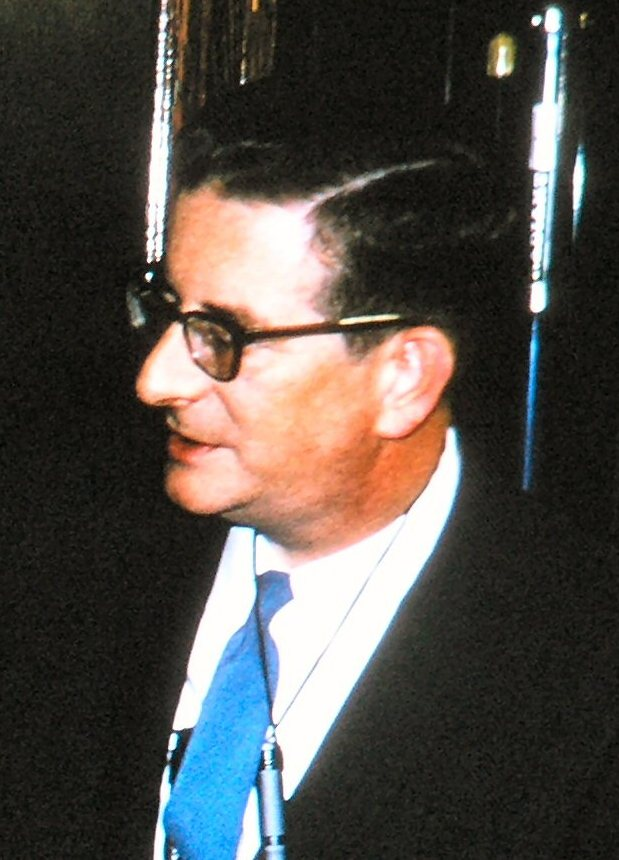
رابرت وودوارد

قانون‌های وودوارد (Woodward's rules) مجموعه قوانینی است که به افتخار رابرت وودوارد نام گذاری شده است. این قانون‌ها با نام قانون‌های وودوارد-فیزر (برای لوئیس فیزر) نیز شناخته می‌شود. این قوانین، قانون‌هایی تجربی برای پیشبینی طول موج بیشینهٔ جذب در طیف مرئی-فرابنفش برای یک ترکیب آلی خاص است.
برای نمونه می‌توان به ترکیب‌های کربونیل مزدوج، دی ان‌های مزدوج و پلی-ان ها اشاره کرد.